# Dị thường (khoa học tự nhiên)
Trong các ngành khoa học tự nhiên, đặc biệt là khoa học khí quyển và Trái đất liên quan đến thống kê ứng dụng, sự dị thường là độ lệch về số lượng so với giá trị dự kiến của nó, ví dụ, sự khác biệt giữa phép đo và dự đoán trung bình hoặc mô hình. Tương tự, dị thường chuẩn hóa bằng một dị thường chia cho độ lệch chuẩn. Một nhóm các dị thường có thể được phân tích theo không gian, như một bản đồ, hoặc theo thời gian, như một chuỗi thời gian. Có những ví dụ trong khoa học khí quyển và địa vật lý.

## Phép tính
Thước đo vị trí và tỷ lệ được sử dụng trong việc hình thành chuỗi thời gian dị thường có thể là một hằng số hoặc có thể là chuỗi thời gian hoặc một biểu đồ. Ví dụ: nếu chuỗi thời gian ban đầu bao gồm nhiệt độ được đo mỗi giờ, ảnh hưởng của chu kỳ nhiệt độ hàng ngày thông thường có thể được loại bỏ bằng cách trừ đi chuỗi thời gian có chứa các giá trị nhiệt độ trung bình cho mỗi giờ trong ngày: rõ ràng, điều này có thể được mở rộng bằng cách bao gồm sự thay đổi nhiệt độ theo mùa.
Thống kê bền vững, chống lại tác động của các ngoại lệ, đôi khi được sử dụng làm cơ sở của sự chuyển đổi.

## Ví dụ

### Khoa học khí quyển
Trong khoa học khí quyển, chu kỳ hàng năm của khí hậu thường được sử dụng làm giá trị trung bình. Các dị thường khí quyển nổi tiếng là chỉ số Dao động phương Nam (SOI) và chỉ số dao động Bắc Đại Tây Dương. SOI là thành phần khí quyển của El Niño, trong khi NAO đóng vai trò quan trọng đối với thời tiết châu Âu bằng cách cải tạo lối ra của đường bão Đại Tây Dương.

### Địa vật lý
- Dị thường Bouguer, dị thường trong trọng lực
- Dị thường không khí tự do, dị thường trọng lực đã được tính toán theo vĩ độ và được hiệu chỉnh theo độ cao của trạm
- Dị thường trọng lực, sự khác biệt giữa trọng lực quan sát và giá trị được dự đoán từ một mô hình
- Dị thường Iridium, sự phong phú khác thường của thứ thường là nguyên tố rất hiếm trong vỏ Trái đất
- Dị thường từ tính, sự biến đổi cục bộ trong từ trường của Trái đất 
  - Dị thường từ tính Kursk, lãnh thổ giàu quặng sắt nằm trong Kursk Oblast, Belgorod Oblast, và Oryol Oblast
  - Dị thường từ tính Temagami, cấu trúc địa chất bị chôn vùi lớn ở vùng Temagami của Ontario, Canada